# トリコ グルメガバトル!
『トリコ グルメガバトル!』は、2013年7月4日にバンダイナムコゲームスから発売されたニンテンドー3DS用ゲームソフト。

## 概要
『週刊少年ジャンプ』(集英社)連載の漫画『トリコ』のゲーム化第4弾ソフトで、トリコ初の対戦アクションゲーム。
猛獣を狩って食材を食べ、カロリーを貯めて必殺技を駆使する。

## ストーリー
グルメ大富豪カーネル・モッコイが100年に一度開催される大会「グルメバトルトーナメント」を開催した。
ライバルとの戦いを重ね、グルメガシードを成長させて勝ち抜いた一人のみに幻の食材「アルティメットミート」を与えるという。

## ゲームモード
グルメガバトルトーナメント
シナリオ
主人公となるキャラクターを選び、シナリオに沿ってバトルを勝ち進んでいくストーリーモード。主人公はストーリーを進めていくと増えていき、中には主人公が二人おり、選ばなかった方のキャラが仲間として戦うストーリーも存在する。ワールドマップ上にあるエリアには幾つものステージが存在し、ステージごとに違ったルールで戦って進んでいく。食材は1種類につき1つしか取得できず、同じ食材や既に持っている食材を持ち帰ってもランクは上がらない。
食材探索
シナリオをクリアすると選択可能。ステージごとに決められた条件を満たしてクリアしていく点はシナリオと同じだが、難易度を3段階から変更でき、特定の条件を満たさないと選べないエリアとステージが存在する。
エンドレスバトル
プレイヤーの体力が尽きるまで次々と現れるGTロボを倒していく。時々、他のキャラクターやすれちがい通信ですれ違ったプレイヤーのキャラが乱入することがあるが、勝利するとHPが回復、グルメガコインを10枚消費すると回避することができる。バトル終了後、敵を倒した数によってグルメガコインが貰える。
フリーバトル
キャラクター、ステージ、ルールを自由に決めてバトルをする。ワイヤレス通信で他のプレイヤーとバトルすることもできる。バトルルールは最後まで生き残った者が勝つ「バトルロイヤル」と一番多く食材を食べた者が勝つ「大食いバトル」、猛獣を倒した数を競う「猛獣討伐バトル」から選べる。
オプション
サウンド音量、技カメラ演出の有無、ガイドキャラを設定できる。
QRコード読み取り
QRコードを読み込んで、食材やアイテム、隠しキャラを追加する。
グルメガスロット
グルメガコインを5枚消費してスロットを回し、食材を入手する。景品はゲームを進めることで増えていく。
劇場版トリコ 美食神の超食宝スペシャルストーリー
2013年7月に公開された『劇場版 トリコ 美食神の超食宝』の前日譚にあたるストーリーを体験できる。本作書き下ろしのオリジナルアニメも収録されている。

## システム
バトルシステム
最大4人のキャラクターがステージ上で様々な技を使い戦う。宝箱や猛獣からは食材が出現し、これを食べるとCP(カロリーポイント)が上がり、一定以上貯まると必殺技が使用できる。食べずに下画面のストックプレートに4つまで保管することができ、保管した食材は勝利後に持ち帰れる。敵の攻撃でダウンすると、持っている食材を落とすことがある。
食材によっては一定時間ステータスが上がったり、状態異常になるものも存在する。猛獣を倒して得られる肉は、希に登場する大きいサイズで回復CPが高い「特上肉」は持ち帰るとその肉を5つ分入手できる。光輝く食材はレア食材で、ステージ上に存在していると「レア食材出現中」と表示される。
必殺技はキャラごとに3つ存在し、CPを一定異常貯めてコマンドを入力するとCPを消費して発動できる。技の消費CPはキャラの技ごとに違うが、L+X、L+Y、L+Aの順に消費CPが高くなっていく。中には特定の食材をフルコースに入れることで変化する必殺技も存在する。
CPが残っている状態でHPが0になるとオートファジーが発動し、HPが残りCP分回復して攻撃力が2倍になるが、HP徐々に減っていく。ただし、必殺技で倒された場合はオートファジーが発動せず敗北扱いとなる。
バトル終了後は、戦い方によってGP(グルメポイント)と絆ポイントが入手でき、一定以上貯まるとキャラクターとパートナーのレベルが上がる。グルメガトーナメントではグルメガシードも成長し、キャラクターのレベルによってはこれをフルコースに入れることもできる。
グルメガパートナー
バトル中に呼び出せるサポートキャラで、バトル前に一人選ぶことができる。下画面のアイコンをタッチすると登場し、サポート能力を発動させるが一定時間経たないと呼び出すことができない。効果や呼び出しスピードはキャラクターごとに違うが、バトルに勝利して絆レベルを上げることで強化される。キャラクターとパートナーの組み合わせによっては成長が早くも遅くもなる。
使用できるパートナーはグルメガトーナメントのストーリーではキャラごとに固定だが、他のモードでは最初は小松のみで、一定条件を満たすことで増えていく。
フルコースメニュー
バトルで集めた食材を決められたコストの範囲内でフルコースに登録し、キャラクターを強化する。コストの上限はキャラクターのレベルを上げることで上がっていく。また、フルコースに入れた食材はバトル中に持ち出すことができ、持ち出す食材はランダムで決まる。カテゴリは前菜、スープ、魚料理、肉料理、メイン、サラダ、デザート、ドリンクの8種類で、カテゴリごとに入れられる食材と上がるステータスが決められている。中には複数の項目のうち一つに入れられる食材も存在し、グルメガシードはどのカテゴリにも入れることができる。

## 登場人物

### プレイヤーキャラクター
トリコ
声 - 置鮎龍太郎
本作の主人公。美食屋四天王の一人で、近距離、遠距離攻撃両方こなすオールラウンダー。
ココ
声 - 櫻井孝宏
四天王の一人。毒を使った広範囲、遠距離攻撃を得意とする。
サニー
声 - 岩田光央
四天王の一人。移動能力が良く、リーチが長く手数が多い。
ゼブラ
声 - 松田賢二
四天王の一人。HP、攻撃力が高く遠近両方の攻撃が強力だが、技の出は遅く消費CPが高い。
スタージュン
声 - 三木眞一郎
美食會副料理長。能力のバランスが良く、炎を使った広範囲の攻撃ができる。
グリンパーチ
声 - 三ツ矢雄二
美食會副料理長。ストローを使った遠距離攻撃とトリッキーな動きを得意とする。また、食材を食べるスピードが早い。
トミーロッド
声 - 石田彰
美食會副料理長。素早い動きと羽を使った対空ができ、高い機動性を誇る。
一龍
声 - 堀内賢雄
IGO会長にしてアカシアの一番弟子。能力、攻撃共に強力だが、消費CPが非常に高い。IGO関係者とは相性が良い。
鉄平
声 - 小野坂昌也
再生屋。手数で攻めるタイプで、様々な植物を操る。
ゾンゲ
声 - 高木渉
自称凄腕の美食屋で、トリコの知り合い。動きが遅く、能力値も低いが予測不能の行動をとる。美食會以外の全てのパートナーと相性が良い。
愚衛門
声 - 岩崎ひろし
グルメ番長の異名を持つ第0ビオトープ職員。普段の移動は非常に遅いが、攻撃中は素早い動きを見せる。
マッチ
声 - 鳥海浩輔
グルメマフィア幹部。居合は技の出が遅いが威力は抜群。特定の技で脱力すると与えるダメージと受けるダメージが増加する。
滝丸
声 - KENN
グルメ騎士の一員。攻撃力が低く、素早さ以外の能力が平凡だが近接攻撃を得意とし、スキが少ない。
ニトロ
GTロボに似た謎の生物。他のキャラクターの技を使いこなすうえ、素早さと早食いが高い。全員のシナリオクリアまたは初回特典のカード裏のQRコードで使用可能。
二代目メルク
声 - 矢島晶子
世界的に有名な砥ぎ師「メルク」の二代目。素早さ以外のステータスは平凡だが、攻撃にスキが無く砥石ブーツで低い攻撃力を補える。
珍鎮々
声 - 屋良有作
食林寺師範。ジャンプ力以外の能力が総じて高めで、必殺技のCP消費も少ない。
アルファロ
声 - 梅津秀行
美食會ギャルソンにしてボス、三虎の側近。手数が多く、皿を使った遠距離攻撃が得意。
千代
声 - 坂本千夏
美食會料理人で、元雲隠れ割烹初代料理長。HPとCPは低いが、攻防共に優れており、動きも早い。
シュウ
声 - 千葉進歩
食林寺師範代。能力値は高くないが、手数が多く消費CPも低い。
次郎
声 - 森川智之
伝説のノッキングマスターにしてアカシアの二番弟子。バトルではノッキングで若返った時の姿で戦う。ノッキングガンによる中距離攻撃が得意で、能力値も総じて高い。
テリー
トリコのパートナーであるバトルウルフの子供。遠距離攻撃はできないが、移動速度が非常に速い。BBコーンを100個集めることで使用可能になる。
三虎
声 - てらそままさき
美食會ボスにしてアカシアの三番弟子。移動性能は非常に低いが、他のステータスが最高で、攻撃範囲も広い。美食會以外の全てのパートナーキャラと相性が悪いが、小松だけは例外で小松の仕様により相性が良い。
ギリム
声 - 大友龍三郎
劇場版第2作より登場した美食會特別料理顧問。全ての能力のバランスが取れており、羽で空中浮遊も可能。体験版のデータ引き継ぎまたは劇場版トリコ スペシャルストーリーをクリアすることで使用可能になる。
マスタートリコ
食義を極め、パワーアップしたトリコ。移動スピードを犠牲に他のステータスがトリコよりも高く、技の出が速い。シャボンフルーツを100個集めるまたは攻略本、公式サイト掲載のQRコードで使用可能になる。

### グルメガパートナー
小松
声 - 朴璐美
ホテルグルメ料理長で、トリコのパートナー。CPを大回復させる料理を作る。どのキャラとも相性が良く、呼び出しスピードも早い。
クロマド
声 - 金尾哲夫
美食會料理長。暗黒食材の地獄煮をふるまい、HPとCPを回復させる。美食會とは相性が良いが、IGOとは相性が悪い。グリンパーチのシナリオをクリアすると使用可能。
大竹
声 - 優希比呂
美食會料理人で、小松のかつての旧友。蘇生包丁でHPを回復する。美食會とは相性が良いが、IGOや食林寺関係者とは相性が悪い。スタージュンのシナリオをクリアすると使用可能。
ウーメン梅田
声 - 小西克幸
IGO事務局長。他のプレイヤーがストックしている食材をバラ撒く。一龍のシナリオをクリアすると使用可能。
マンサム
声 - 小杉十郎太
IGO開発局長兼第1ビオトープ所長。フライパンチで攻撃する。呼び出しスピードが早い。エンドレスモードで100人抜きを達成することで使用可能。
千流
声 - 渕崎ゆり子
雲隠れ割烹料理長。HPとCPを回復させる料理をふるまうが、食べるのに時間がかかる。食林寺関係者とは相性が良いが、千代とは相性が悪い。珍鎮々&シュウのシナリオをクリアすると使用可能。
千輪
声 - 野田順子
雲隠れ割烹従業員。フィールド上の食材を全て奪い、消し去る。一度でも食材のランクを10にすることで使用可能。
ティナ
声 - 水樹奈々
アニメオリジナルキャラで、グルメキャスター。呼ぶだけでプレイヤーキャラの攻撃力を上げる。ゾンゲのシナリオをクリアすると使用可能。
リン
声 - 田野アサミ
IGO所属の女性猛獣使い。バトルフレグランスを浴びせ、周囲のキャラの攻撃力を上げる。呼び出しスピードが非常に速い。美食會副料理長とは相性が悪い。サニーのシナリオをクリアすると使用可能。
十夢
声 - 柿原徹也
トリコの顔なじみの卸売商。プレイヤーのフルコースに入れた食材のうちいずれかを渡すが、呼び出しスピードが遅い。トリコのシナリオをクリアすると使用可能。
節乃
声 - 雨蘭咲木子
美食人間国宝で、次郎のパートナーである料理人。ステージ上の食材全てを消費し、CPを大回復する料理を複数作る。食材を100種類集めると使用可能。
与作
声 - 銀河万丈
癒しの国ライフに再生所を構える凄腕の再生屋。プレイヤーキャラのHPが0になった時に1回だけ登場し、復活させてくれる。絆レベルを上げると回復量が上がる。鉄平のシナリオをクリアすると使用可能。
モンチー
声 - 家中宏
食の占い師。モンチープレスで攻撃。食材を50種類集めると使用可能。
ラブ
声 - 松井菜桜子
ハニープリズン所長。フェロモンで周囲のキャラクターを見とれさせ、動きを止める。ゼブラのシナリオクリアかつゼブラのレベルを99にすると使用可能。
ユン
声 - 金田朋子
小松のパートナーであるウォールペンギンの子供。絆レベルによって食材「ユンの隠し味」を複数出す。四天王全員と相性が良い。センチュリースープのランクを10にすると使用可能。
愛丸
声 - 野島健児
グルメ騎士のリーダー。プリショットルーティーンで攻撃力を5秒間だけ大きく上げる。呼び出しスピードは非常に遅い。マッチ&滝丸のシナリオをクリアすると使用可能。
初代メルク
声 - 中博史
伝説の砥ぎ師。プレイヤーキャラの武器を鍛錬して攻撃力を上げる。効果時間は長め。二代目メルクのレベルを50まで上げると使用可能。
ライブベアラー
声 - 大塚明夫
地下料理界のボスにしてグルメカジノのオーナー。プレイヤーのHP、CPを大回復するか、激減させる。グルメガスロットでコインを777枚以上使用すると使用可能。
トリコ
『最強ジャンプ』で連載中のグルメ学園トリコの作者、水元あきつぐ描き下ろしのトリコ。千輪同様マップ上の食材全てを食べ尽くす。最強ジャンプ2013年8月号に掲載されているQRコードで使用可能。
V龍
鳥山明描き下ろしのVジャンプのマスコット。5秒間、プレイヤーの攻撃力を大きく上げる。Vジャンプ2013年9月号に掲載されているQRコードで使用可能。
あやめ
声 - 魏涼子
劇場版第2作より登場した旧第1ビオトープ所長。バトル開始時から呼ぶことができ、周囲のキャラの体力を大きく回復するが、1戦闘につき1回しか呼べない。四天王、ギリムと相性が良い。劇場版第2作の入場者特典カードに掲載されているQRコードで使用可能。

### その他
カーネル・モッコイ
グルメ大富豪にしてグルメガバトルトーナメントの主催者。参加者全員にグルメガシードを渡して戦わせることでアルティメットミートを我が物にしようと企んでいる。
GTロボ
美食會が運用するニトロに似たロボ。特定のステージやエンドレスモードに登場する。必殺技やオートファジーは無い。

## ステージ
バロン諸島
アイスヘル
ベジタブルスカイ
グルメピラミッド
食林寺
第8ビオトープ
リーガル島
ハニープリズン
グルメ神社
北ウール大陸
モルス山脈
アングラの森
第1ビオトープ
美食會本部

## 攻略本
- Vジャンプブックス トリコ グルメガバトル! 究極グルバトガイド!!(ISBN 978-4-08-779644-5)